# Plechowa Góra
Plechowa Góra, w wykazie z 1954 i 2023 r. wzgórze Plechowa – wzniesienie o wysokości 328 m n.p.m. położone pomiędzy Branicami i Boboluszkami, w gminie Branice, w powiecie głubczyckim, w województwie opolskim, w Polsce. Plechowa Góra jest najwyższym wzniesieniem Płaskowyżu Głubczyckiego. 
Wysokość względna w kierunku północnym między szczytem Plechowej a dolinką Wilżyny w Branicach na dystansie 1,2 km wynosi 25 m. Większa jest deniwelacja w kierunku zachodnim: na podobnej odległości, do brzegu dna doliny Opawy wynosi 30 m.   Najmniejsza  deniwelacja na dziale wodnym (dalszego rzędu) jest w kierunku zachodnio-północno-zachodnim, na Niekazanice, wynosi ona 11 m na dystansie 1,6 km.